# Ninja Scroll
Ninja Scroll (japanska: 獣兵衛忍風帖?, jūbei ninpūchō) är en japansk animefilm från 1993. Filmen utspelar sig i det forna (eller medeltida) Japan och handlar om den skickliga svärdsmästaren Kibagami Jubei.

## Handling
I början av filmen kommer Jubei gående på en bro, där han blir han attackerad av tre ninjor som han besegrar lätt. Han träffar senare på en av de "8 djävlarna av Kimon" som han dödar och därefter träffar den kloke gamle mannen Dakuan som han ignorerar och vägrar lyssna på. Några av de 7 resterande "djävlarna" gör försök att ta död på Jubei men misslyckas en efter en. Den ondskefulle Gemma, f.d. kamrat till Jubei, försöker med en ninjaarmé frakta olagligt guld från trakten. De tar död på kvinnan som Jubei älskar vilket gör Jubei rasande och bestämmer sig för att döda hans forna kamrat. Inne i ett brinnande skepp full med guldlast börjar Jubei slåss mot Gemma och Jubei vinner snart denna svåra och våldsamma kamp, Gemma får smält guld över sig och sjunker ner i havets djup tillsammans med guldet och senare sitter Jubei och Dakuan på flytande skeppsdelar och Jubei hoppar snart iland och vandrar in mot fastlandet.